# Аборти в Бразилії

Правовий статус абортів у світі:
Легальний
Легальний при зґвалтуванні та за медико-соціальними показниками
Легальний у випадках (або заборонений, окрім випадків) зґвалтування, медико-соціальних протипоказань
Заборонений, окрім випадків зґвалтування та медико-соціальних протипоказань
Заборонений, окрім випадків загрозі життя матері, та при наявності психічних і патологічних протипоказань
Заборонений без виключень
Відмінності за регіонами
Відсутні дані

Аборти в Бразилії проводять легально лише якщо вагітність становить загрозу для життя матері, або якщо зачаття відбулося внаслідок зґвалтування. Покарання для матері, яка здійснила або погодилася на аборт за межами правових винятків, варіюється від одного до трьох років ув'язнення. Сторона, яка здійснила незаконний аборт жінці з її згоди, несе покарання від одного до чотирьох років ув'язнення, але строк можуть збільшити на третину в разі будь-якої фізичної шкоди, заподіяної жінці, або взагалі дати подвійний, якщо жінка померла внаслідок аборту. Кримінальні покарання, встановлені на строк у чотири або менше роки, можуть бути замінені на покарання, не пов'язані з позбавленням волі, як-от громадські роботи та примусові пожертвування з благодійною метою.
Бразилія підписала Американську конвенцію про права людини, яка дає людському ембріону право на життя «взагалі від моменту зачаття» і має легальний статус нарівні з конституцією Бразилії. Цивільний кодекс Бразилії також стоїть на сторожі прав ненароджених. Однак у справі 2008 року Верховний федеральний суд проголосував (6 голосів проти 5), що право на життя стосується лише внутрішньоматкових ембріонів і що заморожені ембріони, які не підлягають перенесенню всередину матки, не володіють фундаментальними правами і над ними можна проводити дослідження. 
12 квітня 2012 року Верховний федеральний суд проголосував (8 голосів «за», 2 — «проти») за розширення права на виконання абортів у разі виявлення в плоду аненцефалії. Деякі релігійні й правозахисні рухи засудили рішення суду, заявляючи, що це слід було провести законодавчо і що це може призвести до подальшої декриміналізації процесу в країні.

## Нелегальні аборти
У зв'язку зі складністю проведення легальних абортів, у Бразилії наприкінці 1980-х років для проведення самостійного аборту масово поширився препарат під торговою маркою Cytotec (мізопростол), що з'явився у продажу в 1986 році для лікування виразки шлунка і кишечника. У першій половині 1991 року влада, проаналізувавши несподіване зростання популярності ліків проти виразки, обмежила вільний продаж мізопростолу, однак препарат застосовували для переривання вагітності й далі, ціна однієї дози (4 таблетки) на чорному ринку зросла до 100 доларів США. Серед нелегальних абортів, які практикують у Бразилії, аборт за допомогою застосування мізопростолу вважають найменш небезпечним на ускладнення, втім, метод аж ніяк не безпечний: найбільш поширений побічний ефект — вагінальні кровотечі. Понад половина жінок, що надійшли в лікарні Ріо-де-Жанейро внаслідок невдалого аборту в 1991 році, спричинили переривання вагітності саме мізопростолом, хоча це свідчить не стільки про небезпеку методу в порівнянні з іншими (навпаки, смертність від позаклінічних абортів у країні помітно знизилася з появою у продажу мізопростолу, що було продемонстровано на прикладі Гоянії), скільки про його популярність. Ризик ускладнень у разі контрольованого аборту в клініці нижчий, ніж при застосуванні мізопростолу. Оскільки ефективність мізопростолу для переривання вагітності не дуже висока, то існує також ризик народження дітей з вродженими захворюваннями, серед яких особливо відзначають дефекти кінцівок (limb deficiency) і синдром Мебіуса.
Згідно з оцінкою Всесвітнього банку від 1991 року в середньому одна жінка протягом життя робить два аборти. Міністерство охорони здоров'я у 1992 році, провівши екстраполяцію від числа госпіталізацій в заклади охорони здоров'я після проведених абортів, оцінило загальний щорічний рівень абортів від 800 тис. до 1,2 млн. На думку Всесвітньої організації охорони здоров'я, можливо, це число занижене.

## Громадська думка
Згідно з даними опитування проведеного у 2007 році щоденною газетою Folha de S. Paulo 65% бразильців вважають, що чинний нині закон не треба змінювати, 16% притримуються думки, що його «слід змінити», щоб «дозволити проведення абортів в інших випадках», 10% вважають, що аборти необхідно «декриміналізувати» і 5% «не впевнені».
Останнє опитування громадської думки з цього питання провів 2010 року інститут опитувань Vox Populi. Дослідження показало, що число противників абортів зросло. 82% бразильців вважають, що чинний закон не слід змінювати, 14% вважають, що аборти необхідно декриміналізувати, 4% заявило, що у них немає певної позиції щодо цього питання. 
У березні 2009 року між бразильським урядом і католицькою церквою виникла суперечка, яка привернула увагу публіки кількома відлученнями від церкви, що виникли після скандалу з абортом. Дев'ятирічну дівчинку зґвалтував вітчим і вона завагітніла двійнею. Лікарі в Ресіфі 4 березня виконали аборт, після того як встановили, що дівчинка може загинути при подальшому перебігу вагітності. Архієпископ Хосе Кардозо Собріньйо відлучив від церкви матір дівчинки, лікарів, які проводили аборт, і суддю, який відмовився накласти заборону на проведення аборту. 